# Vasîlivka, Cecelnîk
Vasîlivka (în ucraineană Василівка) este un sat în comuna Verbka din raionul Cecelnîk, regiunea Vinnița, Ucraina.

## Demografie
Componența lingvistică a localității Vasîlivka
     Ucraineană (97,47%)
     Rusă (2,53%)
Conform recensământului din 2001, majoritatea populației localității Vasîlivka era vorbitoare de ucraineană (97,47%), existând în minoritate și vorbitori de rusă (2,53%).